# Caccini (cratère)
Pour les articles homonymes, voir Caccini.
Caccini est un cratère d'impact présent sur la surface de Vénus. 
Le cratère a ainsi été nommé par l'Union astronomique internationale en 1994 en hommage à la compositrice italienne Francesca Caccini.  
Son diamètre est de 38,1 km. Il se situe dans la région du quadrangle de Rusalka Planitia (quadrangle V-25).